# Жильбер де Лафаєт
Жильбе́р дю Мотьє́ (фр. Gilbert du Motier; 6 вересня 1757 — 20 травня 1834), відомий як маркіз де Лафає́т — французький військовий і політичний діяч, учасник трьох революцій: Американської війни за незалежність, Великої французької революції та Липневої революції 1830 року. Народився у замку Шаваньяк. Представник шляхетного роду Фаєтських Мотьє. Засновник клубу фельянів. Помер у Парижі.

## Ім'я
- Марі́-Жозе́ф Поль Ів Рош Жильбе́р дю Мотьє, маркіз Фаєтський (фр. Marie-Joseph Paul Yves Roch Gilbert du Motier, marquis de La Fayette) — повне ім'я.
- Жильбер дю Мотьє-Фаєтський (фр. Gilbert du Motier de La Fayette) — скорочено.
- Жильбер Лафаєт — скорочено; Після взяття Бастилії «демократизував» своє прізвище на Лафаєт (без прийменника de).

## Дитинство та молоді роки
По батькові та по матері, Лафаєт належав до так званого «дворянства шпаги». Після народження, із шести успадкованих імен, хлопчик обрав одне — Жильбер — в пам'ять про батька із знаменитого роду Лафаєт. Він був названий у пам'ять Жильбера де Лафаєта, маршала Франції, прибічника легендарної Жанни д'Арк і найближчого радника короля Карла VII.
Батько Жильбера був гренадерським полковником, кавалером ордену Св. Людовіка, маркіз де Лафаєт помер під час Семирічної війни у битві при Хастенбеку (англ. Hastenbeck) 26 липня 1757 року.
Після 14 липня 1789 року — штурму Бастилії — маркіз «демократизував» своє аристократичне прізвище, з'єднавши його частини (Лафаєт).
У 1768 році Жильбер вступив в один з найбільш аристократичних навчальних закладів Франції — коледж Плессі (з XIX ст. — ліцей Людовіка Великого), який був заснований у 1322 році монахом Жоффруа дю Плессі, яке завершив у 1772 році.
3 квітня 1770 року, у віці 33 років, раптово померла мати Лафаєта — Марія Бретані, а через тиждень помер його дід — маркіз де ла Рів'єр, у минулому капітан королівської гвардії. Весь статок маркіза перейшов Жильберу.
У квітні 1771 року, 13-річний маркіз був зарахований у другу роту елітної гвардії короля, яка називалася «чорна гвардія мушкетерів» і згодом став її лейтенантом.
У 1773 році Лафаєт отримав призначення на пост командувача кавалерійського полку Ноайль. А у 1775 році отримав підвищення у службі і у чині капітана перейшов у гарнізон міста Мец, аби вести службу у кавалерійському полку.
11 квітня 1774 року, маркіз де Лафаєт взяв шлюб з Адрієною, донькою герцога д'Айена, який успадкував після смерті свого батька титул герцога де Ноайля. Зі сторони нареченого свідками були граф де Люзіньяк та кузен Лафаєта — маркіз де Буійє.

## Війна за незалежність США

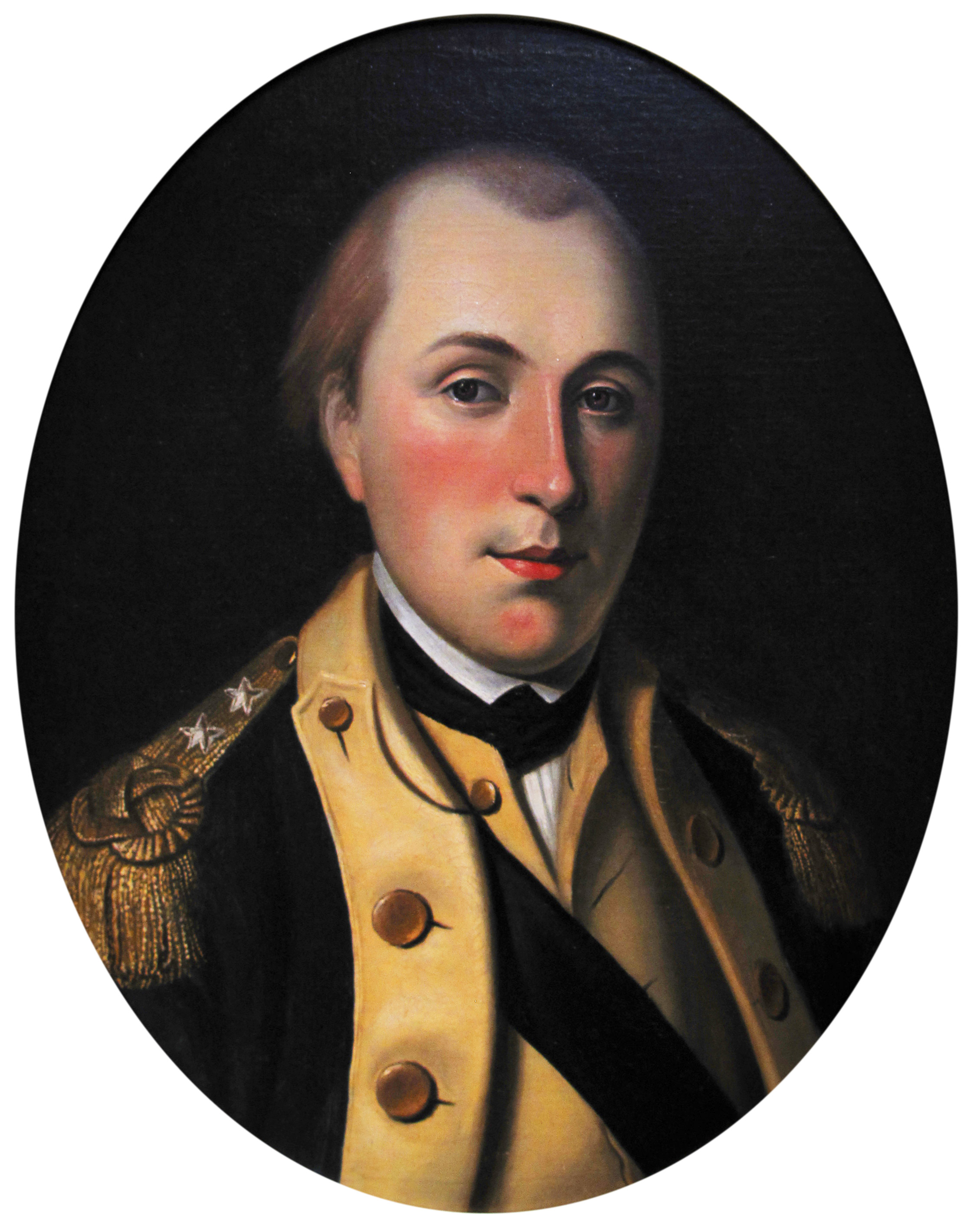
Портрет Лафайєта в уніформі генерал-майора Континентальної армії, написаний Чарльзом Уілсоном Пілом, бл. 1779-80

8 вересня 1776 року відбулась подія, яка стала поворотною у долі маркіза де Лафаєта. У цей день маршал Віктор де Бройл, який командував військовим округом у місті Мец, давав обід на честь подорожі по Франції Вільяма Генрі, герцога Глостера та його дружини. Лафаєт був присутній при розмові.Глостер відкрито говорив про «людей з Бостона», які висунули вимогу політичної незалежності 13-ти британських володінь в Північній Америці.
Наступного дня герцог отримав лист з Лондона, де повідомлялось про початок повстання і проголошення Декларації незалежності США. Він зачитав його присутнім французьким офіцерам серед яких був і Лафайєт.
Пізніше Лафаєт писав, що звістка про цю війну затурбувала його серце.
26 квітня 1777 року, маркіз виплив з порту Лос-Пасахес до берегів Америки. Уже 15 червня, він прибув на американську землю. Він стає ад'ютантом Вашингтона з яким скоро стають друзями. Лафаєт відразу отримав пост генерал-майора через глибоку дружбу з Дж. Вашингтоном.
Він запропонував Франкліну свої послуги у війні і поставив 2 умови:
- він вирушить до Америки на купленому ним самим і повністю оснащеному кораблі;
- він відмовляється від будь-якої платні та іншої матеріальної компенсації за свою службу.

Конгрес прийняв його послуги і Лафаєт бере відпустку за станом здоров'я та їде до Америки.
У перший бій Лафаєт вступив у битві при Брендівайні, яка відбулася 11 вересня 1777 року. Однак американці не здобули бажаної перемоги, а Лафаєт отримав тяжке поранення. У бою при Брендивайні армія США почала програвати і солдати в паніці тікати. Жильбер намагався зупинити їх безладно бігаючи полем бою, доки не був поранений у ногу і не знепритомнів. Солдати винесли його з поля бою.
Після видужання отримав під своє командування загін з 350 чоловік.
1 грудня 1777 року конгрес призначив його командиром дивізії яку він сам має вибрати. Він вибрав дивізію зі штату Віргінія (1200 чоловік) і не дочекавшись зброї і екіпірування від командування він екіпірував її за свій рахунок.
У грудні 1777 року, Лафаєт брав участь в успішній операції проти англійців у районі річки Скуйкіл.
22 січня 1778 року, рішенням Конгресу, Лафаєт був назначений командиром Північної армії, яка була зосереджена у районі Олбан. Серед офіцерів його штабу знаходився полковник інженерної служби Т.Костюшко.
Він вів переговори з індіанцями і дойшов з ними до порозуміння. На прохання вождів Лафаєт за свій рахунок збудував форт з гарматами на канадсько-американському кордоні.
Разом із загоном генерала Потера мав провести розвідку боєм у Філадельфії, але Потер запізнився і загін Лафайєта (2500 вояків, 5 гармат) зустрівся із загоном англійців під командуванням генерала Гау (7000 вояків, 14 гармат), але йому вдається відступити без втрат.
З 1 листопада по 1 грудня 1778 Лафайєт хворів на тяжку форму запалення легенів і 11 листопада 1779 на фрегаті «Альянс» поїхав у відпустку до Франції.
У Парижі його зустріли як національного героя і королева Марія Антуанетта добилась для нього звання полковника.
13 березня 1780 він знову поїхав до США. Конгрес доручив йому скласти список офіцерів-іноземців, які на його думку гідні Ордена Цинцінната, що символізував доблесть, скромність і вірність громадському обов'язку.
Після повернення до США, Лафаєт узяв участь не тільки у воєнних діях, але й як політично — дипломатичний діяч. Своєю ціллю вважав закріпити тісні франко-американські відносини та розширити допомогу Франції США. На початку 1781 року повернувся до Франції, де назрівали британо−американські переговори.
Після завершення війни у 1784 році, він здійснив третю поїздку до США; цього разу це була поїздка задля підвищення свого авторитету.

## Велика французька революція

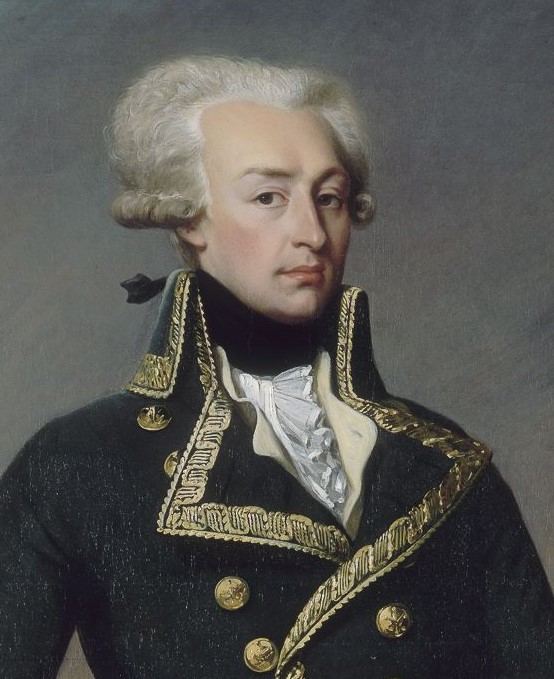
Маркіз де Лафаєт — голова національної гвардії

5 травня 1789 року, він був обраним представником дворянства на зборі Генеральних Штатів.
Він був у числі тих небагатьох дворян, що стояли за спільні наради станів, а також пропонував створити «Декларацію прав людини і громадянина» за прикладом американського аналога.
Після взяття Бастилії був призначений головою національної гвардії. Лафаєт виконував обов'язки жандарма, проте розумів, що їхнє виконання погано вплине на його популярність серед суспільства.
Його обтяжував обов'язок поліцейського, але він виконав обов'язок покладений на нього нацією. Проти свого бажання він вів національну гвардію до Версалю, щоб примусити короля повернутися до Парижу.
Він мріяв про поєднання монархії і порядку зі свободою і торжеством демократичних засад.
Безлад який влаштовувала чернь, якобінські оратори обурювали його, але спосіб дій короля і придворних подобався йому ще менше. Через це він розбудив у собі крайню неприязнь до короля, а особливо до королеви і недовіру до крайніх партій. Марат вимагав його страти.
20 червня 1791 король втік з Парижа і Робесп'єр звинуватив у цьому Лафайєта.
Після того, як Лафаєт взяв участь у придушенні повстання 17 липня 1791 року на Марсовому полі, його авторитет різко впав. У листопаді він був змушений залишити посаду голови національної гвардії та балотувався у мери Парижу, однак програв Петіону.
Його відправили на північний кордон командувачем одного з 3 загонів. Він слідкував за подіями в Парижі і надсилав листи з проханням заборони терористичних клубів, відновлення законів і конституції, врятування королівської гідності, але листи не подіяли і він поїхав до Парижа. Але більша частина членів зборів поставилась вороже до нього. У королівському дворі його прийняли теж сухо. Королева сказала, що краще смерть, ніж допомога Лафайєта.
Після падіння короля він арештував комісарів, що прийшли привести війська до присяги республіці, збори оголосили його зрадником. Лафаєт змушений був втекти до Австрії, однак був запідозрений у шпигунстві і засуджений до п'яти років в Ольмуцькому замку.

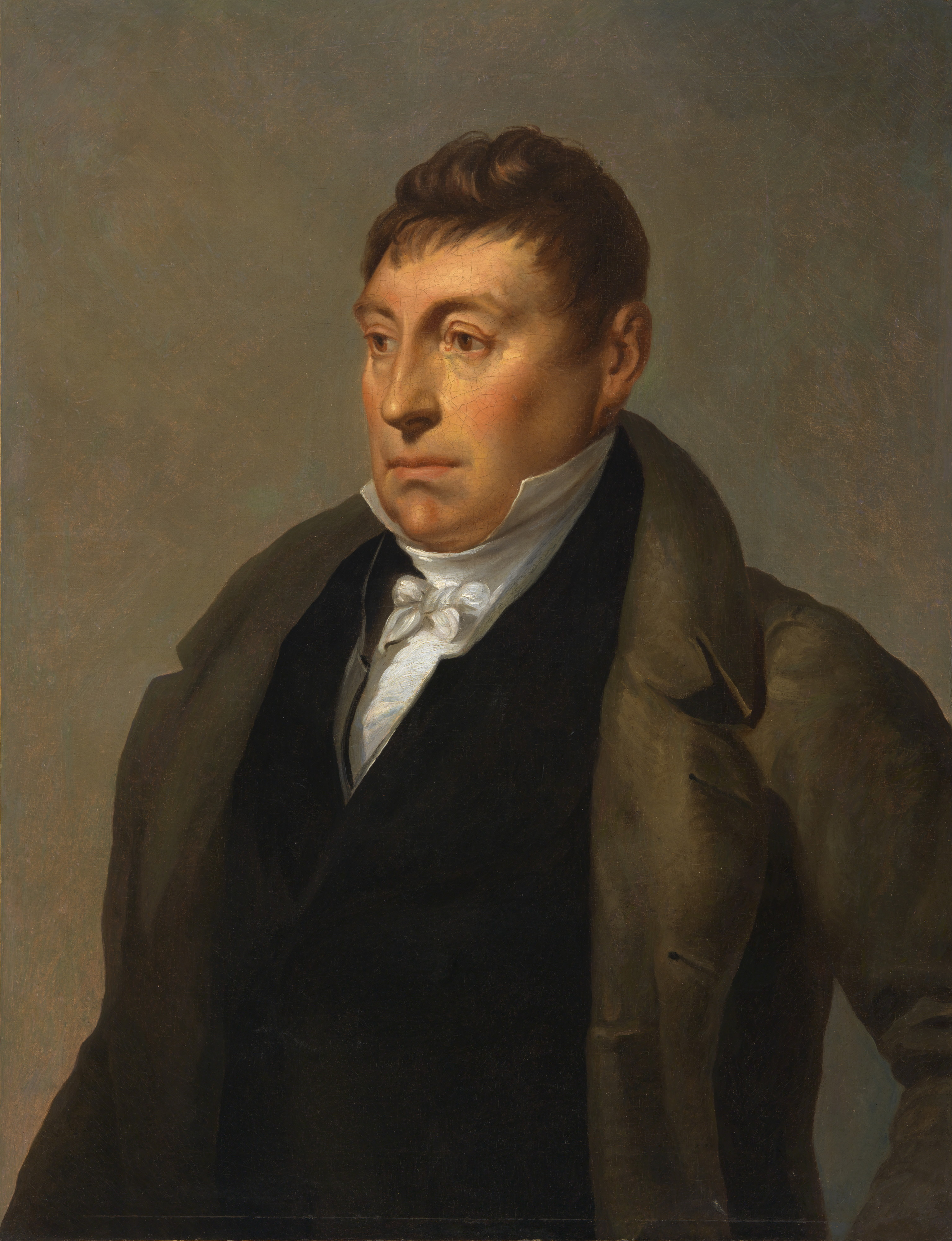
Лафаєт у 1822 році. Худ. Арі Шеффер

У 1797 році був звільнений і незабаром повернувся до Франції, де перебував до 1814 року.
1802 року написав Наполеону лист з протестом проти встановлення одноосібної влади. Під час Ста днів не прийняв пропозицію Наполеона про титул пера. Але він все ж вступив у палату депутатів і був опозиціонером до влади Бурбонів. Він вже тоді підтримував Луї-Філіппа I.

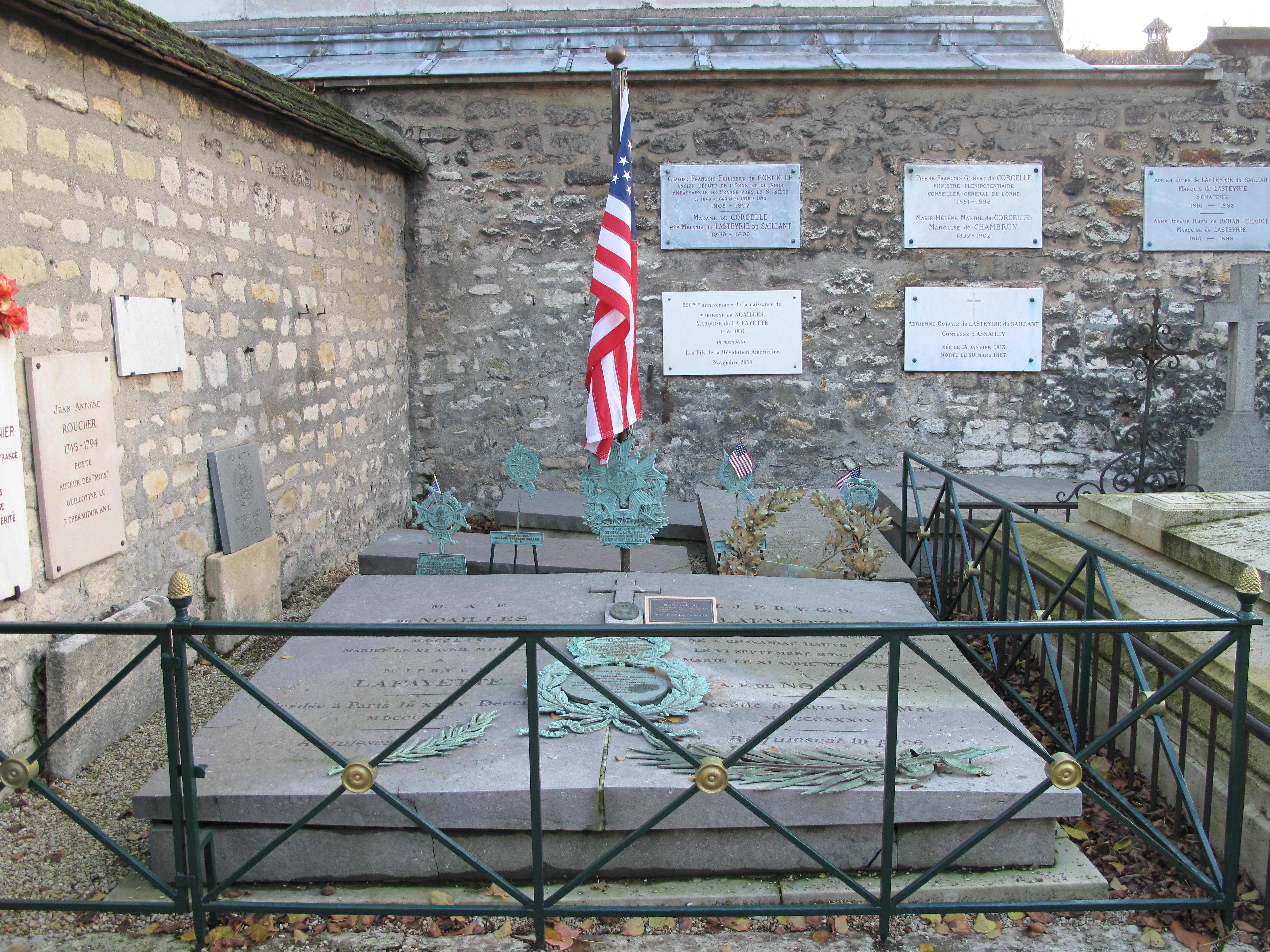
Могила Лафаєта на цвинтарі Пікпюс.

1821 року прибув до палати депутатів, з якої пішов 1823 року у зв'язку з політичним тиском урядових кіл. 1825 року знову опинився у палаті депутатів.

## Липнева революція та останні роки життя
29 липня 1830 року Лафаєт, за вимогою народу, взяв на себе командування національною гвардією. У цей час Лафаєт був найпопулярнішою особою Парижа. Був членом муніципальної комісії (тимчасовий уряд). Висловився проти республіки за Луї-Філіпа, але скоро він розчаровується в королі. Лафаєт до останнього вірив, що Франція, ще не готова до республіки, так як у суспільства ще залишилися переконані монархічні погляди.
Помер Лафаєт 20 травня 1834 року у Парижі. Похований на цвинтарі Пікпюс.

## Червоне і чорне
У романі Стендаля «Червоне і чорне» головний герой, бонапартист Жульєн, говорить: «Дантон крав. Мірабо продався. Наполеон награбував мільйони в Італії, а без цього він би і кроку не міг ступити через бідність, як Пішегрю. Тільки Лафаєт ніколи не крав…».